# Arethusa-Klasse (1934)

Draufsicht und Steuerbord-Ansicht auf die Kreuzer der Arethusa-Klasse

Die Arethusa-Klasse war eine Klasse von vier Leichten Kreuzern der Royal Navy, die von 1933 bis 1937 im Vereinigten Königreich gebaut und alle im Zweiten Weltkrieg eingesetzt wurden. Zwei Schiffe der Klasse gingen während des Zweiten Weltkriegs verloren.

## Allgemeines
Die Planungen der Arethusa-Klasse dauerten von 1929 bis zum Februar 1932 und beinhalteten verschiedenste Überlegungen, bis schließlich ein endgültiger Entwurf feststand. Eigentlich hatte man sich schon 1931 für ein Modell entschieden, doch Haushaltsprobleme und der Londoner Flottenvertrag von 1930 führten dazu, dass dieses Modell noch einmal modifiziert wurde. Im Prinzip handelte es sich bei der Arethusa-Klasse um eine veränderte Leander-Klasse, allerdings leichter bewaffnet und gepanzert. Die Leander-Klasse spielte auch hinsichtlich der Größe der Einheiten der Arethusa-Klasse eine gewisse Rolle; die Kreuzer der Leander-Klasse waren größer als in den Flottenverträgen vereinbart ausgefallen, darum musste zum Ausgleich der Gesamttonnage entweder auf den Bau einer oder gar zweier Einheiten der Leander-Klasse verzichtet oder stattdessen eine Klasse kleinerer Schiffe auf Kiel gelegt werden. Man entschied sich zugunsten der Anzahl der Schiffe für den zweiten Weg. Darum wurden statt der genehmigten fünf Schiffe auch nur vier gebaut. Außerdem mussten bereits kurze Zeit später stärkere Einheiten als Antwort auf japanische Neubauten entworfen werden.
Die Schiffe der Arethusa-Klasse verdrängten 5220 Tonnen mit einem Rumpf von 152 m Länge bei 15,6 m Breite. Ihre ursprüngliche Bewaffnung bestand aus drei 6-Zoll-Zwillingsgeschützen vom Typ BL 6" MK XXIII (zweimal voraus, einmal achteraus), 4-Zoll-Luftabwehr-Geschützen in Einzellafetten, auffallend konzentriert im letzten Schiffsdrittel hinter dem zweiten Schornstein, und acht 12,7-mm-Fla-MG vom Typ Vickers Mk III in zwei Vierlingslafetten mittschiffs zwischen den Schornsteinen sowie zwei Drillingssätzen Torpedorohre auf Höhe des zweiten Schornsteins. Die Besatzungsstärke dieser Schiffe lag bei 450 bis maximal 630 Mann. Diese großen Verstärkungen der Mannschaften waren dem Ausbau der Fla-Bewaffnung während des Krieges geschuldet.
Die Schiffe der Arethusa-Klasse waren ursprünglich zum Mitführen von zwei Bordflugzeugen eingerichtet; das zweite, Typ Hawker Osprey („Fischadler“), sollte mit gefalteten Flügeln auf dem Überbau verstaut werden. Ein Stumpfmast wurde neben dem hinteren Tunnel angebracht, um dieses Flugzeug auf das Katapult zu heben. Während der Erprobungen stellte sich diese Anordnung als unpraktisch heraus und wurde in die letzten zwei Schiffe der Klasse nicht eingebaut. Man beließ es letztlich bei einem Flugzeug je Schiff und verzichtete bei der HMS Aurora sogar ganz darauf. Die auf den drei anderen Schiffen dieser Klasse bereits vorhandenen Flugzeuge und Startkatapulte wurden zu Beginn des Krieges wieder von Bord gegeben. Ein kugelsicheres Dach über der Brücke wurde ausprobiert, aber im Mai 1937 wieder demontiert.
Andere Unterschiede zwischen den ersten zwei Schiffen der Baureihe (HMS Arethusa und HMS Galatea) und dem zweiten Paar (HMS Aurora und HMS Penelope) bestanden darin, dass die neueren Schiffe mit vier 4-Zoll-Doppel-Flak und einem Flak-Richtungsweiser achteraus am Hauptmast ausgeführt wurden. Der Suchscheinwerfer, den das erste Paar der Kreuzer achteraus gerichtet trug, war bei den neueren Schiffen vom Hauptmast voraus gerichtet. Die einläufige Flak der HMS Galatea wurde noch vor dem Krieg durch Doppellafetten im gleichen Kaliber ersetzt, aber die Ausstattung der HMS Arethusa mit schwerer Flak wurde bis nach dem Kriegsbeginn nicht geändert.
Die Arethusa-Klasse hatte vier Maschinen mit einem Raumlayout des Kessel- und Maschinenraums, das sich von der früheren Leander-Klasse unterschied und ihnen besseren Beschädigungsschutz gab. Sichtbares äußeres Zeichen dessen waren ihre zwei dünnen, stromlinienförmigen Schornsteine. Das Aussehen der Schiffe ähnelte der zeitgenössischen Amphion-Klasse, obwohl ihnen die vierten 6-Zoll-Zwillingstürme fehlten. Ihre Maschinen entwickelten 64.000 PS, was ihnen eine Geschwindigkeit von 32,25 Knoten verlieh.
Bei Probefahrten erzielten die Schiffe 32,6 Knoten. Die Klasse wurde mit einer flexiblen Schwungradanordnung für den Wechsel zwischen Gefechts- und Marschturbinen gebaut. Die Kreuzer waren hinsichtlich ihrer Beschleunigung und Manövrierbarkeit als Führungsfahrzeuge für Zerstörer konzipiert, und Dienstberichte bestätigten, dass sie diesen Anforderungen entsprachen. Sie waren auch, wie alle Kreuzer, für gute Ausdauer ausgelegt und konnten 5300 Meilen bei 13 Knoten und 1900 Meilen mit ihrer maximalen ununterbrochenen Geschwindigkeit von 30,3 Knoten zurücklegen. Als Indiz für ihre Qualitäten mag auch gelten, dass sie während der Gesamtdauer des Krieges – abgesehen von kriegsbedingten Reparaturen und allgemeinen Überholungsarbeiten – keiner Umbauten an ihren Rümpfen und Antrieben bedurften.
Die Designs des Rumpfes und der Antriebsanlage der Arethusa-Klasse wurden – geringfügig modifiziert – auch für die Flak-Kreuzer der Dido-Klasse verwendet.

## Historie der einzelnen Schiffe

### Lebensdaten der Kreuzer der „Arethusa-Klasse“
| Name       | Arethusa                  | Galatea                                                        | Penelope                                                      | Aurora |
| ---------- | ------------------------- | -------------------------------------------------------------- | ------------------------------------------------------------- | --- |
| Bauwerft   | Marinewerft Chatham       | Scott’s Shipbuilding & Engineering, Greenock                   | Harland & Wolff, Govan/Glasgow                                | Marinewerft Portsmouth |
| Kiellegung | 25. Januar 1933           | 2. Juni 1933                                                   | 30. Mai 1934                                                  | 23. Juli 1935 |
| Stapellauf | 6. März 1934              | 9. August 1934                                                 | 15. Oktober 1935                                              | 20. August 1936 |
| In Dienst  | 23. Mai 1935              | 14. August 1935                                                | 13. November 1936                                             | 12. November 1937 |
| Ende       | 1950 in Troon abgebrochen | 15. Dezember 1941 im Mittelmeer durch U 557 versenkt, 469 Tote | 18. Februar 1944 im Mittelmeer durch U 410 versenkt, 417 Tote | Mai 1948 an China übergeben, 1949 zur Volksrepublik übergelaufen, durch nationalchinesische Luftwaffe versenkt, nach 1958 wahrscheinlich verschrottet |

### Einsätze

#### HMS Arethusa (Typschiff)

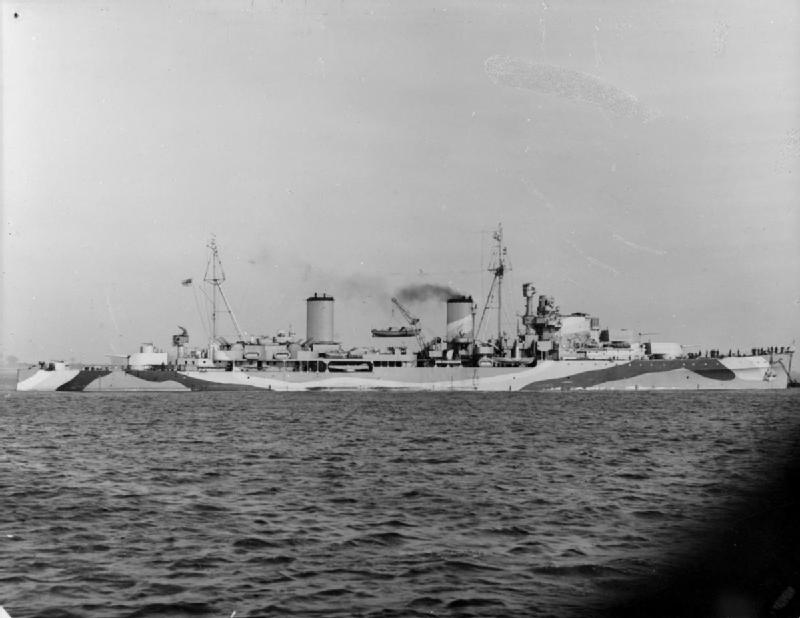
HMS Arethusa

Nach ihrer Indienststellung fuhr HMS Arethusa im 3. Kreuzergeschwader im Mittelmeer. Nach dem Ausbruch des Zweiten Weltkrieges wurde sie zur Home Fleet verlegt und nahm im April 1940 am Norwegen-Unternehmen teil. Im Mai 1940 war der Kreuzer an der Verteidigung von Calais und der Evakuierung der französischen Atlantikhäfen beteiligt. Am 28. Juni 1940 wurde das Schiff wieder ins Mittelmeer zur neu gebildeten Force H verlegt. Die erste Unternehmung dort war am 3. Juli 1940 die Operation Catapult gegen die vichy-französischen Streitkräfte in Mers-el-Kebir. Danach folgten verschiedene Geleitzug-Sicherungen.
Im Mai 1941 kam HMS Arethusa kurzfristig wieder zur Home Fleet, um wegen des bevorstehenden Ausbruchs des deutschen Schlachtschiffes Bismarck die Island-Färöer-Enge mit abzusichern. Im Juli 1940 wurde er ins Mittelmeer zurückverlegt, um wieder Konvois nach Malta zu sichern. Ende 1941 kam der Kreuzer dann wieder zur Home Fleet und nahm im Dezember an einem Unternehmen gegen die Lofoten teil, wo er durch Nahtreffer bei einem deutschen Luftangriff beschädigt wurde. Gleichzeitig mit der Instandsetzung wurde das Schiff bis April 1942 auf der Marinewerft Chatham überholt.
Danach sicherte die HMS Arethusa wieder Malta-Konvois. Dabei wurde sie am 18. November 1942 bei der Operation „Stone Age“ von einem italienischen Lufttorpedo getroffen und erheblich beschädigt; 156 Besatzungsmitglieder starben. Sie wurde nach Alexandria geschleppt und dort bis zum 7. Februar 1943 notdürftig repariert. Anschließend erfolgte bis zum 15. Dezember 1943 eine vollständige Instandsetzung in Charleston in den USA. Voll einsatzbereit war der Kreuzer wieder ab Juni 1944. In diesem Monat nahm er dann auch an der Invasion in der Normandie teil, wo er Feuerunterstützung am britischen Landekopf „Sword“ gab.
Im Januar 1945 kam HMS Arethusa noch einmal ins Mittelmeer.
Da der Kreuzer nach dem Krieg als zu klein für eine lohnende Modernisierung betrachtet wurde, diente er bis 1949 nur noch als Versuchs- und Erprobungsschiff. Am 9. Mai 1950 traf die HMS Arethusa in Troon auf der Abbruchwerft Cashmore’s ein und wurde dort abgewrackt.

#### HMS Galatea

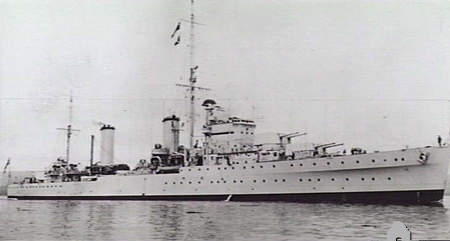
HMS Galatea

HMS Galatea gehörte nach ihrer Indienststellung zur Mittelmeer-Flotte. Nach dem Ausbruch des Zweiten Weltkrieges wurde sie jedoch zur Home Fleet verlegt und operierte im Februar/März 1940 gegen sechs deutsche Handelsschiffe, die aus Nordspanien ausgelaufen waren.
Ende Mai 1940 gab der Kreuzer Feuerunterstützung für die Verteidiger von Calais. Von Oktober 1940 bis Januar 1941 erfolgte eine Werftliegezeit und danach war das Schiff an den Operationen gegen das deutsche Schlachtschiff Bismarck beteiligt. Im Juli 1941 wurde HMS Galatea wieder ins Mittelmeer verlegt und operierte dort ab November 1941 gegen den italienisch-deutschen Nachschubverkehr für Nordafrika.
Bei einer dieser Unternehmungen wurde der Leichte Kreuzer am 15. Dezember 1941 vom deutschen U-Boot U 557 (Kapitänleutnant Paulsen) vor Alexandria mit zwei Torpedos getroffen. HMS Galatea sank innerhalb von drei Minuten, Cpt. Sims und 469 weitere Seeleute starben dabei, nur 147 Mann konnten gerettet werden.

#### HMS Penelope

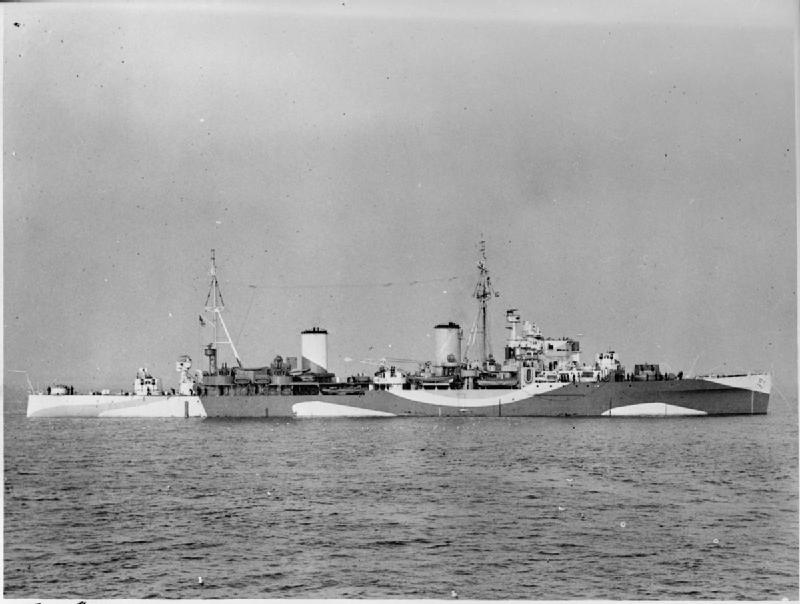
HMS Penelope

HMS Penelope (97) gehörte nach ihrer Indienststellung zur Mediterranean Fleet (Mittelmeerflotte). Nach dem Ausbruch des Zweiten Weltkrieges wurde sie im Frühjahr 1940 zur Home Fleet verlegt, um am Norwegen-Feldzug teilzunehmen. Bei den Zerstörergefechten bei Narvik lief sie dabei am 10. April 1940 auf einen Felsen und musste schwer beschädigt abgeschleppt werden. Die anschließenden Reparaturarbeiten dauerten bis Juli 1941.
Danach verlegte das Schiff ins Mittelmeer und operierte ab 21. Oktober 1941 mit anderen Einheiten gegen italienisch-deutsche Geleitzüge nach Nordafrika. Hierbei wurden insgesamt neun Frachtschiffe versenkt, einige Begleiter versenkt und einige beschädigt. Bei einer dieser Fahrten geriet HMS Penelope am 19. Dezember 1941 in ein italienisches Minenfeld und wurde leicht beschädigt. Während der Reparaturen erhielt sie weitere Schäden bei einem Bombenangriff.
Ab Januar 1942 war sie wieder einsatzbereit und sicherte Malta-Konvois. Vom 1. September 1942 bis Anfang 1943 erfolgte eine große Werftliegezeit auf der Marinewerft New York. Danach verlegte sie wieder ins Mittelmeer. Im Juni 1943 nahm das Schiff an Landzielbeschießungen und Landungen auf den italienischen Inseln Pantelleria und Lampedusa teil, im Juli an den Landungen auf Sizilien und im September 1943 in Salerno (Operation Avalanche). Danach operierte HMS Penelope im Oktober 1943 gegen deutschen Schiffsverkehr im Dodekanes. Bei einer dieser Fahrten wurde sie am 9. Oktober 1943 westlich von Rhodos durch Bombentreffer der I. Gruppe Sturzkampfgeschwader 3 aus Megara beschädigt. Ende 1943 jagte sie deutsche Sperrbrecher im Atlantik. Anfang 1944 kehrte sie wieder ins Mittelmeer zurück und unterstützte am 22. Januar 1944 die alliierte Landung bei Anzio/Nettuno (Operation Shingle). Auf dem Rückmarsch von dieser Operation wurde HMS Penelope am 18. Februar 1944 vom deutschen U-Boot U 410 (Olt zS Horst-Arno Fenski) versenkt, wobei 417 von 623 Besatzungsmitgliedern umkamen.
Die HMS Penelope war der letzte britische Kreuzer, der im Zweiten Weltkrieg verlorenging.

#### HMS Aurora

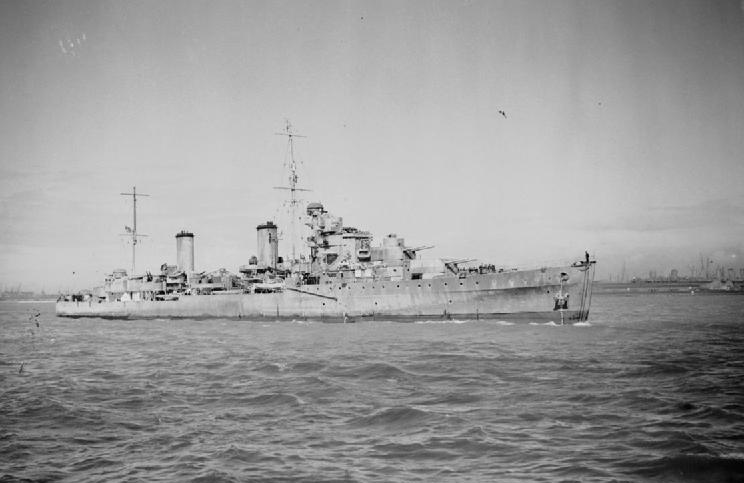
HMS Aurora

Nach ihrer Indienststellung war die HMS Aurora Teil der Home Fleet und war nach dem Ausbruch des Zweiten Weltkrieges sowohl an Sicherungen für Skandinavien-Geleitzüge als auch am Abfangversuch gegen die deutschen Schlachtschiffe Gneisenau und Scharnhorst beteiligt.
Ab April 1940 nahm sie am Norwegenfeldzug teil und wurde hierbei am 3. Mai 1940 vor Narvik durch einen Luftangriff leicht beschädigt.
Im Mai 1941 nahm der Leichte Kreuzer an der Operation gegen das deutsche Schlachtschiff Bismarck teil. Dabei war er an der Versenkung des deutschen Versorgungsschiffes Belchen (6367 BRT) in der Davisstraße beteiligt. Im Juli und August 1941 gehörte das Schiff zu Seestreitkräften, die norwegische und sowjetische Kolonien auf Spitzbergen evakuierten und die Wetterstation auf der Bäreninsel zerstörten. Am 6./7. September 1941 versenkte HMS Aurora zusammen mit dem Leichten Kreuzer HMS Nigeria das deutsche Artillerieschulschiff Bremse, das einen Konvoi sicherte, der entkommen konnte.
Im Oktober 1941 wurde der Kreuzer ins Mittelmeer verlegt, um Malta-Konvois zu sichern und gegen den deutsch-italienischen Nachschub für den Afrikafeldzug zu operieren. Dabei wurden gegen mehrere Achsen-Geleitzüge gute Erfolge erzielt (Enigma war bereits entziffert); der Leichte Kreuzer war an der Versenkung von acht Frachtern und einigen Bewachern beteiligt. Nach einer dieser Unternehmungen geriet HMS Aurora zusammen mit anderen Schiffen am 19. Dezember 1941 in ein italienisches Minenfeld und wurde durch einen Treffer schwer beschädigt. Sie wurde in Malta notdürftig repariert und verlegte danach am 29. März 1942 in die Heimat, um dort in Liverpool bis Ende Juni 1942 wieder instand gesetzt zu werden.
Danach kehrte das Schiff wieder ins Mittelmeer zurück und nahm dort am 8. November 1942 an den Landeoperationen bei Oran (Operation Torch) teil. Dabei versenkte sie mit anderen Streitkräften den vichy-französischen Zerstörer Tornade und beschädigte den Zerstörer Tramontane so schwer, dass dieser auf Strand gesetzt werden musste. Am nächsten Tag beschädigte HMS Aurora auch den französischen Großzerstörer Epervier so schwer, dass er ebenfalls auf Grund gesetzt werden musste. Im Dezember 1942 griff sie erfolgreich Achsen-Konvois zwischen Sizilien und Tunis an, vier Frachter und einige Sicherungsschiffe wurden versenkt. Im Juni 1943 war sie an Landzielbeschießungen und Landungen auf den italienischen Inseln Pantelleria und Lampedusa beteiligt. Am 20. Juni 1943 brachte der Kreuzer den englischen König Georg VI. nach Malta. Danach begleitete das Schiff die alliierten Operationen am 10. Juli 1943 gegen Sizilien und im September 1943 gegen Salerno. Anschließend operierte der Kreuzer im Oktober 1943 gegen deutschen Schiffsverkehr im Dodekanes und beschoss Rhodos. Dabei erhielt er am 30. Oktober 1943 Schäden durch einen Bombentreffer und musste zur Reparatur nach Tarent. Die Reparatur dauerte bis April 1944.
Ab 15. August 1944 sicherte HMS Aurora alliierte Landungen in Südfrankreich und verlegte dann wieder in die Ägäis. Dort beschoss sie am 5. Oktober 1944 die Insel Levitha und schiffte anschließend ein Landungskommando aus. Am 15. Oktober 1944 war sie an der Befreiung Athens beteiligt und beschoss am 25./26. Oktober 1944 Ziele auf Milos und am 5. Dezember 1944 Rhodos.
Nach dem Krieg wurde der Leichte Kreuzer am 19. Mai 1948 an Nationalchina verkauft. Doch noch am gleichen Tag übernahmen die Rotchinesen das Schiff und nannten es in Tchoung King um.
Im März 1949 wurde der Kreuzer durch nationalchinesische Flugzeuge im Hafen von Taku versenkt. Er wurde zwar wieder gehoben und mehrfach umbenannt, war aber vermutlich nie wieder einsatzbereit. Im Jahre 1958 fand er letztmals Erwähnung, danach verlieren sich seine Spuren endgültig, höchstwahrscheinlich wurde er verschrottet.

### Umrüstungen und Modernisierungen
Während des Zweiten Weltkrieges erhielten die Schiffe mehrfach geänderte Fla-Bewaffnungen und Radar-Ausrüstungen, um sie an die sich rasant ändernden Erfordernisse des Kriegsgeschehens anzupassen. Diese sind nachstehend aufgeführt. Nach dem Zweiten Weltkrieg wurde auf weitere Modernisierungen dieser Schiffe verzichtet; zwei Einheiten („Galatea“ und „Penelope“) waren bereits durch Kriegseinwirkungen verlorengegangen und „Aurora“ an Nationalchina abgegeben worden; die „Arethusa“ als letztes verbliebenes Schiff dieser Klasse wurde als zu klein für Modernisierungen eingestuft und 1950 abgewrackt.
| Flak-Nachrüstungen | | |                                                                             |
| HMS Arethusa | HMS Galatea                                                                                                | HMS Penelope                                                                                               | HMS Aurora                                                                  |
| Bis 1941: | Sommer 1940:                                                                                               | Vor dem 2. WK:                                                                                             | August 1940 – Juli 1941:                                                    |
| Ausbau des Katapultes, Einbau von 8 × 40-mm-Pom-Pom in zwei Vierlingslafetten, 2 UP-Werfern und 4 × 20-mm-Einzellafetten                 | Austausch der 102-mm-Einzellafetten gegen Doppellafetten                                                   | Ausbau des Katapultes, Einbau von 8 × 40-mm-Pom-Pom in zwei Vierlingslafetten und 4 × 20-mm-Einzellafetten | Einbau von 8 × 40-mm-Pom-Pom in zwei Vierlingslafetten und 1 UP-Werfer      |
| Frühjahr 1942: | August 1941:                                                                                               | Oktober 1940 – Januar 1941:                                                                                | Sommer 1942:                                                                |
| Austausch der 102-mm-Einzellafetten gegen Doppellafetten, Austausch der UP-Werfer und MG gegen 4 × 20-mm-Einzellafetten                  | Ausbau des Katapultes, Einbau von 8 × 40-mm-Pom-Pom in zwei Vierlingslafetten und 8 × 20-mm-Einzellafetten | Einbau von 4 × 20-mm-Einzellafetten                                                                        | Einbau von 6 × 20-mm-Einzellafetten und 8 × 12,7-mm-MG in Vierlingslafetten |
| Oktober 1942: | | |                                                                             |
| Einbau von 3 × 20-mm-Einzellafetten | | |                                                                             |
| März–Dezember 1943 (USA): | | |                                                                             |
| Austausch der 40-mm-Pom-Poms gegen 40-mm-Bofors-Vierlingslafetten, Austausch von 3 × 20-mm-Einzellafetten gegen 4 × 20-mm-Doppellafetten | | |                                                                             |
| Radar-Ausrüstungen | | |                                                                             |
| HMS Arethusa | HMS Galatea                                                                                                | HMS Penelope                                                                                               | HMS Aurora                                                                  |
| Bis 1941: | April 1941:                                                                                                | Oktober 1940 – Januar 1941:                                                                                |                                                                             |
| Einbau Radar Typ 286 | Einbau Radar Typ 279                                                                                       | | Einbau Radar Typ 284 und 290                                                |
| Frühjahr 1942: | | |                                                                             |
| Austausch Radar Typ 286 gegen Typen 273, 281, 282, 284 und 285                                                                           | | |                                                                             |
| März–Dezember 1943 (USA): | | |                                                                             |
| Modernisierung der Radar-Ausrüstung | | keine |                                                                             |